# Ixbalanque i Hunahpu

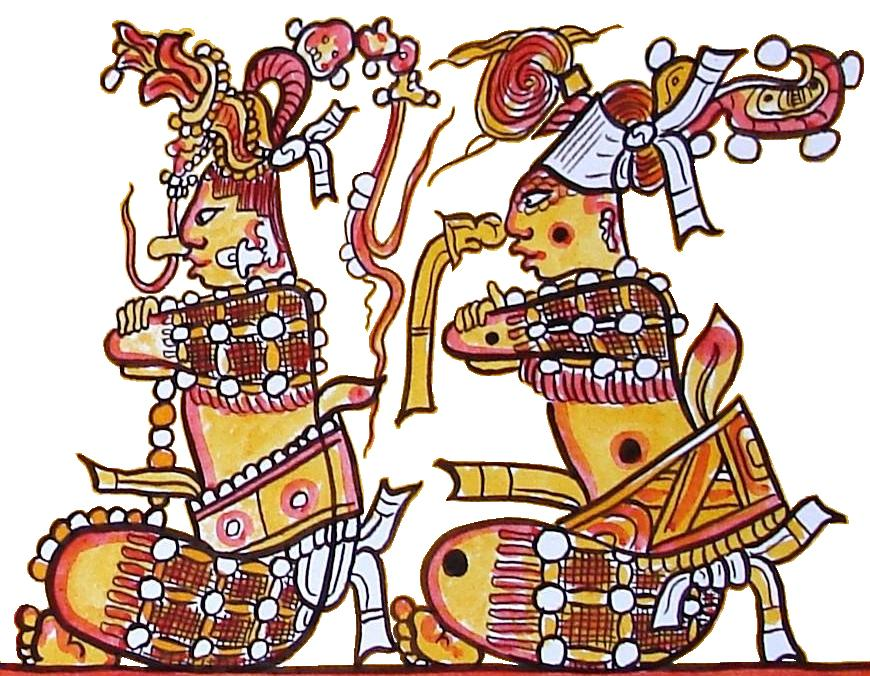
Bohaterscy Bliźniacy

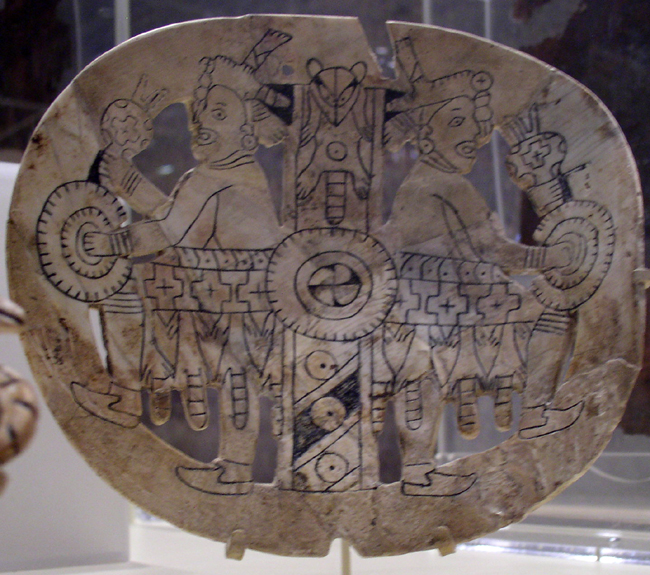
Bohaterscy Bliźniacy

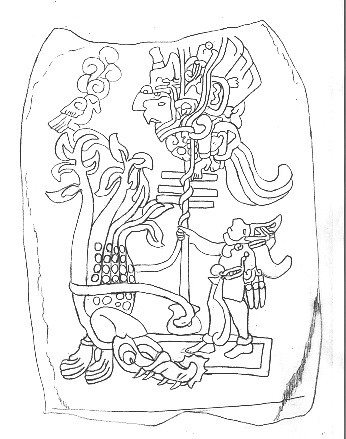
lla przedstawiająca dwóch braci. Głowa Hunahpu osadzona jest na pice a na dole pilnuje jej jego brat Ixbalanque

Ixbalanque, Xbalanque – (Mały Jaguar, Pani Jaguarów) w mitologii Majów Kicze bóg (lub bogini) Księżyca i Hunahpu (Jeden Strzelec z Dmuchawki), bóg solarny. 
Razem bliźniacy tworzyli parę bogów twórców cywilizacji, znanych jako Bohaterscy Bliźniacy. Ich matką była Ixquic, która została zapłodniona śliną Hun-Hunahpu.
Bracia brali udział w walce sił dobra i zła. Ich walka miała symboliczny charakter i była przedstawiona jako walka z ciemnymi siłami Podziemia – Xibalbą na placu gry w ullamaliztli. Kiedy w Domu Nietoperzy w wyniku przegranej głowę stracił Hunahpu, Ixbalanque musiał sam grać przeciwko drugiej stronie. Odcięcie głowy Hunahpu miało symbolizować „śmierć słońca”, a jednocześnie powrót do życia boga kukurydzy oraz walkę księżyca z siłami ciemności. Odzyskanie głowy przez brata i jego czuwanie nad nią to symbol odrodzenia słońca oraz możliwość zapełnienia kiełkowania kukurydzy. Gdy słońce znikało za horyzontem, Ixbalanque samotnie bronił ludzkość przed potworami nocy. Miało to tłumaczyć następstwo dnia i nocy, a kolejne remisy na polu gry jego cykliczność. Gra w ullamaliztli w całej Mezoameryce miała takie samo magiczne znaczenie. Była aktem narodzin słońca i jego dobroczynnego dla ziemi działania.

## Bracia w mitach
Istnieje inna wersja powyższej historii. Bracia bliźniacy wyzwali na pojedynek władcę Podziemia, a powodem było wymierzone przeciwko nim przymierze zawarte pomiędzy Pramatką Mam a bogiem zmarłych. W podróży do Podziemi, dzięki swej przebiegłości ominęli wszystkie zastawione na nich pułapki – płomienie w Komnacie Ognia i lodowate zimno w Komnacie Mrozu. Dopiero w Komnacie Nietoperza wampir śmierci, Camalotz, odciął głowę bogu Hunahpu. Głowa została wystawiona na placu do gry w piłkę. Brat Ixbalanque w zastępstwie nałożył bratu na szyję magiczną dynię. By odzyskać ucięta szyje, Hunahpu, namówił królika, aby ten, korzystając z zamieszania, schował się na placu zabawy w drzewie. Gdy mecz był w trakcie, bliźniak wymierzył w stronę kryjówki piłkę, a królik w tym samym momencie zaczął szaleńczy bieg. Bogowie Podziemia myśląc, że to piłka pognali za nim. Tę chwilę wykorzystał Ixbalanque i oddał bratu głowę. W ten sposób bracia wygrali i wygrywali we wszystkich innych potyczkach aż do chwili, gdy władza bóstw Podziemia nie miała nadrzędnej władzy nad ludźmi.
Wierzono, że pod postacią jednego z gatunków małp ukazali się ludziom boscy bliźniacy Ixbalanque i Hunahpu ucząc ludzkość rzemiosła, gry na flecie i pisma. W Popul Vuh bóstwa te zostały przedstawione pod postaciami małp zarówno jako istoty dobrotliwe, jak i bezwstydne, przynoszące nieszczęście, nieustannie manifestując siłę swojej seksualności.
Istnieje także mit, w którym boscy bracia bliźniacy walczyli z mitycznym ptakiem – papugą Uucub K’aquix, który przez swoją chciwość i zarozumiałość postanowił cały świat uczynić poddanym sobie. Aby składano mu ofiary, oszukał wszystkich ludzi, podając się za ucieleśnienie Słońca i Księżyca. Jednak w rzeczywistości jego kolorowe upierzenie odbijało tylko światło słoneczne, co doprowadziło do jego oślepienia. Bliźniacy, dowiedziawszy się o oszuście, wypowiedzieli mu walkę, a po zwycięstwie na nowo wprowadzili dawny ład na ziemi.
Inną oryginalną rzeczą u Indian Quiche była płciowość głównego bóstwa – Księżyca. Na całym terytorium zajmowanym przez plemiona Majów, księżyc posiada atrybuty żeńskie i jest małżonką słońca. W Popl Vuh jest natomiast, wyjątkowo, rodzaju męskiego. Według badacza kultury E. Thomsona słońce ma imię Ixbalangue a księżyc Hunahpu, na Jukatanie identyfikowany z gwiazdą poranną. Wiele innych imion występujących w Popol Vuh ma imiona związane z kalendarzem, który do dzisiaj odgrywa olbrzymią rolę w wielu regionach.